# Hughan Gray
Hughan Edwards Gray (* 25. März 1987 in Jamaika) ist ein jamaikanischer ehemaliger Fußballspieler, der als Mittelfeld- und Abwehrspieler eingesetzt wurde.

## Vereinskarriere

### Zeit bei Sporting Central Academy
Hughan Gray wurde am 25. März 1987 in Jamaika geboren; über seine frühe Karriere als Fußballspieler ist nur wenig bekannt; so soll er unter anderem ein Absolvent der Denbigh High School, an der er ebenfalls als Fußballspieler aktiv war, in Clarendon Parish sein. Im Jahre 2008 kam er als 21-Jähriger in die Herrenfußballabteilung des 2000 gegründeten jamaikanischen Erstligisten Sporting Central Academy. Für das Team, das erst im Juni 2007 den Aufstieg in die Erstklassigkeit geschafft hatte, lief er fortan in der Stammformation auf und wurde in dieser Saison Zehnter von insgesamt zwölf Mannschaften. 2009/10 schrammte das Team nur knapp an einem Abstieg vorbei, wurde in der dichtgestaffelten Endtabelle mit einem Punkt Vorsprung auf den Letzten nur Elfter und schaffte auch in den Relegations-Play-offs nur knapp den Klassenerhalt.
Nach einem neunten Platz im Endklassement der Saison 2010/11 überstand der Mittelfeld- und Abwehrspieler mit seinem Klub die fünf Relegationsrunden abermals nur knapp. Auch die nachfolgende Spielzeit 2011/12 konnte sich das Team aus Clarendon Parish nicht gegen die Konkurrenz durchsetzen, belegte mit einem neunten Rang abermals einen Platz im hinteren Tabellendrittel und überstand ein weiteres Mal unbeschadet die Relegation. Gray selbst wurde in dieser Saison in 18 Ligapartien eingesetzt und erzielte einen Treffer für Sporting Central Academy. Noch während dieser Saison wechselte der 1,85 m große Akteur zum Ligakonkurrenten Waterhouse FC und brachte es für diesen auf 13 Ligaeinsätze, in denen er selbst torlos blieb und mit dem Team in der Endtabelle mit 60 Punkten den dritten Platz hinter Vizemeister Boys’ Town (66 Punkte) und Meister Portmore United (67 Punkte) belegte.

### Vizemeister und Pokalsieger mit Waterhouse
In der darauffolgenden Spielzeit avancierte Gray zur Stammkraft des jamaikanischen Topklubs und wurde in 36 von insgesamt 38 möglich gewesenen Ligapartien eingesetzt, wobei ihm drei Treffer gelangen. Nachdem er mit dem Team nach 33 absolvierten Runden der regulären Spielzeit punktegleich mit dem Zweiten und Vierten den dritten Platz belegt hatte, kam er mit der Mannschaft in den fünf Runden der Meister-Play-offs noch auf den zweiten Rang und wurde somit mit sieben Punkten Rückstand auf Harbour View FC Vizemeister der jamaikanischen National Premier League. Auch im JFF Champions Cup der Saison 2012/13 konnte sich das Team rund um den defensiv agierenden Gray behaupten und besiegte im Finale den Hauptstadtklub Tivoli Gardens FC nach einem 2:2 nach der regulären Spieldauer und der Verlängerung mit 3:1 im Elfmeterschießen. In der Saison 2013/14 konnte der Klub aus die Spielzeit abermals als Vizemeister, diesmal hinter Montego Bay United, die Meister-Play-offs abschließen. Die reguläre Saison schloss das Team mit neun Punkten Vorsprung auf Harbour View gar auf dem ersten Tabellenplatz ab. Über die gesamte Saison hinweg kam Hughan Gray auf eine Einsatzbilanz von 29 Ligaeinsätzen und fünf -toren.
Als Vizemeister der Saison 2012/13 nahm er mit Waterhouse an der CFU Club Championship 2014, die die karibischen Teilnehmer an der CONCACAF Champions League 2014/15 ermitteln sollte, teil. Dort wurde das Team ungeschlagen mit drei Siegen und einem Torverhältnis von 10:1 Gruppensieger der Gruppe 2 und qualifizierte sich somit für die Champions-League-Endrunde, nachdem die eigentliche Qualifikationsrunde nach dem Wegfall des haitianischen Vereins Valencia FC aus den daraus resultierenden Problemen und aus Kostengründen der verbliebenen drei Klubs abgesagt wurde. In der Champions League schied die Mannschaft nach vier Spielen, von denen Hughan Gray allesamt durchspielte und im letzten Spiel gegen MLS-Franchise D.C. United das Tor zum 1:2-Endstand erzielte, als Gruppenzweiter hinter bereits genanntem Team aus den Vereinigten Staaten vom laufenden Turnier aus.
Nach dem abermaligen Vizemeister der Saison 2013/14 war er mit der Mannschaft auch für die CFU Club Championship 2015 gesetzt, bestritt mit dem Team aufgrund des freiwilligen Rückzugs von selbiger kein einziges Spiel dieses Qualifikationsturniers zur Teilnahme an der CONCACAF Champions League 2015/16. In der Anfang Juni 2015 endenden National Premier League 2014/15, in der es Gray auf 29 Ligaeinsätze und abermals fünf -treffer brachte, rangierte der Waterhouse FC in der regulären Saison erneut auf dem Platz des Vizemeisters, musste diesen jedoch nach dem Ausscheiden im Halbfinale des Meister-Play-offs räumen. Noch bevor er mit der Mannschaft in die neue Saison 2015/16 starten konnte, wechselte er Ende August 2015 zum finnischen Erstligisten Vaasan PS, der dafür bekannt ist, zahlreiche jamaikanische und US-amerikanische Akteure in seinen Reihen zu haben. Nachdem er während des laufenden Spieljahres 2015 zum Klub stieß, saß Gray am 30. August 2015 bei einer 0:3-Auswärtsniederlage gegen die Helsingfors IFK erstmals in einem Pflichtspiel auf der Ersatzbank, kam in dieser Begegnung jedoch noch nicht zum Einsatz.

### Schleppender Durchbruch in Finnland
Danach kam er beim Klub, bei dem er einen Vertrag bis zum Saisonende und mit der Option auf ein weiteres Jahr unterzeichnet hatte, am 14. September 2015 bei einem 1:1-Auswärtsremis gegen Inter Turku zu seinem Pflichtspieldebüt, als er über die volle Spieldauer am Rasen war. In den nachfolgenden vier Partien saß er in dreien ohne Einsatz auf der Ersatzbank und stand daraufhin in den letzten Runden ab Mitte Oktober gar nicht mehr im offiziellen Aufgebot des Klubs aus der westfinnischen Hafenstadt Vaasa. Das Spieljahr 2015 schloss er mit der Mannschaft schließlich auf dem zehnten von zwölf Plätzen ab und kam damit nur knapp an der Relegation bzw. dem direkten Abstieg vorbei. 

### Zurück in Jamaika
Nachdem Gray sich zunächst wieder seinem alten Club angeschlossen hatte, wechselte er 2016 zu den Humble Lions und spielt dort bis heute.

## Nationalmannschaftskarriere

### Nationalteamdebüt und Karibikmeister 2014
Im Jahre 2014 wurde der einsatzstarke jamaikanische Ligaspieler von Nationaltrainer Winfried Schäfer erstmals in die jamaikanische Fußballnationalmannschaft einberufen und debütierte am 2. März 2014 bei einem 2:0-Erfolg in einem Freundschaftsspiel gegen Barbados, als er ab der 86. Spielminute für US-Legionär Alvas Powell auf den Rasen kam. Nachdem er danach bis Oktober desselben Jahres zu vier weiteren Kurzeinsätzen in freundschaftlichen Länderspielen, darunter einer klaren 0:8-Niederlage gegen Frankreich, als er eine Halbzeit durchspielte, kam, war er ab November 2014 Teil des 23-köpfigen jamaikanischen Aufgebots, das an der Karibikmeisterschaft 2014 vor eigenem Publikum teilnahm. Dabei war er neben Craig Foster, Upston Edwards, Nicholay Finlayson, Romario Campbell und Kemar Lawrence, einer von sechs Spielern, die zu diesem Zeitpunkt einem jamaikanischen Erstligaverein angehörten. Nachdem er am 12. November 2014 im ersten Spiel, einem 1:1-Remis gegen Martinique, noch als Ersatzspieler für Alvas Powell agierte und erst kurz vor Ende aufs Spielfeld kam, war der vor allem als Rechtsverteidiger eingesetzte Gray in den nachfolgenden Partien bereits als Stammkraft im Nationalteam angekommen. Nach einem 3:0-Sieg über Antigua und Barbuda und einem 2:0-Erfolg über die haitianische Fußballnationalmannschaft gewannen die Jamaikaner rund um den 27-jährigen Defensivspieler das am 18. November 2014 ausgetragene Finalspiel gegen Rekordmeister Trinidad und Tobago, nach einem 0:0-Remis nach beendeter regulärer Spielzeit, mit 4:3 im Elfmeterschießen.

### Ersatzspieler und Bankdrücker ab 2015
Nach dem sechsten Karibikmeistertitel der Reggae Boyz, so der Spitzname der jamaikanischen Fußballnationalmannschaft, wurde Hughan Gray kurz nach seinem 28. Geburtstag Ende März 2015 von Trainer Winfried Schäfer in zwei Freundschaftsspielen gegen Venezuela und Kuba eingesetzt, kam dabei jedoch nicht über Kurzeinsätze als Ersatz für Rodolph Austin und Darren Mattocks hinaus. Zusammen mit Allan Ottey und Dino Williams war er im Juni 2015 im 23-Mann-starken jamaikanischen Aufgebot bei der Copa América 2015 einer von nur drei Spieler, die zu diesem Zeitpunkt in der jamaikanischen National Premier League aktiv waren. Die in Chile ausgetragene Copa América 2015, bei der Jamaika wie auch Mexiko als Gastmannschaften teilnahmen, verfolgte Gray daraufhin ausschließlich von der Ersatzbank aus, auf der er in allen drei Spielen seiner Mannschaft, allesamt 0:1-Niederlagen, ohne Einsatz saß. Beim gleich anschließend im Juli 2015 ausgetragenen CONCACAF Gold Cup 2015 wurde das Trio „Gray–Ottey–Williams“ durch die beiden MLS-Spieler Alvas Powell und Andre Blake sowie England-Legionär Chris Humphrey und Arnett-Gardens-Spieler Andre Clennon ersetzt.
Bei dieser in den Vereinigten Staaten und Kanada ausgetragenen Endrunde kam Jamaika bis ins Finale, wo man nach einer 1:3-Niederlage gegen den Rekordmeister Mexiko ausschied. Aufgrund dieser Platzierung und des Gewinns der Karibikmeisterschaft 2014 qualifizierte sich Jamaika auch für die Copa América Centenario 2016, einer Sonderausgabe der Copa América zum 100-jährigen Bestehens des südamerikanischen Fußballverbandes CONMEBOL um die Ausspielung der südamerikanischen Kontinentalmeisterschaft. Nachdem er bereits beim finnischen Erstligisten Vaasan PS unter Vertrag genommen worden war, holte ihn der seit zwei Jahren amtierende Cheftrainer Winfried Schäfer Anfang September in den 27-Mann-Kader für die beiden Qualifikationsspiele zur WM 2018 gegen Nicaragua. Auch in diesen beiden Länderspielen saß Hughan Gray lediglich auf der Ersatzbank und wurde vom Deutschen nicht eingesetzt. In einem freundschaftlichen Länderspiel gegen Südkorea Mitte Oktober 2015 und zwei WM-Qualifikationsspielen der vierten Runde, einer Gruppenphase, im November 2015 wurde Gray von Schäfer gar nicht erst berücksichtigt und stand dementsprechend nicht im offiziellen Kader.
Somit kam der Defensivakteur auf eine Bilanz von elf offiziellen Länderspielen, in denen er selbst torlos blieb.

## Erfolge

### Verein
Waterhouse
- 2× Jamaikanischer Vizemeister: 2012/13 und 2013/14
- 1× Jamaikanischer Pokalsieger: 2012/13

### Nationalmannschaft
- 1× Karibikmeister: 2014